# Dick van Eijmeren
Dirk Hendrik (Dick) van Eijmeren (Rotterdam, 11 mei 1902 – aldaar, 21 september 1967) was een Nederlandse biljarter. Hij nam tussen seizoen 1935–1926 en 1944–1945 deel aan 10 nationale kampioenschappen in de ereklasse.

## Titel
- Nederlands kampioen Kader 35/2 (2x): 2e klasse 1927–1928

## Deelname aan Nederlandse kampioenschappen in de Ereklasse
| Nr. | Kampioenschap     | Plaats    | Klassering | Alg. gemiddelde |
| --- | ----------------- | --------- | ---------- | --------------- |
| 1.  | AK 45/1 1935–1936 | Den Haag  | 4e         | 7,77            |
| 2.  | Libre 1935–1936   | Den Haag  | 4e         | 14,20           |
| 3.  | AK 45/2 1936–1937 | Arnhem    | 7e         | 9,31            |
| 4.  | AK 45/2 1938–1939 | Amsterdam | 4e         | 13,04           |
| 5.  | AK 71/2 1938–1939 | Groningen | 7e         | 7,90            |
| 6.  | AK 71/2 1939–1940 | Amsterdam | 3e         | 12,31           |
| 7.  | AK 45/2 1939–1940 | Rotterdam | 3e         | 16,16           |
| 8.  | AK 45/1 1943–1944 | Amsterdam | 3e         | 11,49           |
| 9.  | AK 71/2 1943–1944 | Amsterdam | 4e         | 12,49           |
| 10. | AK 45/2 1944–1945 | Amsterdam | 5e         | 23,51           |